# Mr. Scarface
"Mr. Scarface" foi o primeiro single lançado do álbum de estreia de Scarface, Mr. Scarface Is Back. Produzido por Crazy C e pelo próprio Scarface, "Mr. Scarface" chegou a uma parada da Billboard, chegando ao número 8 na Hot Rap Singles.

## Lista de faixas do single

### Lado-A
1. "Mr. Scarface" (Radio)
2. "Mr. Scarface" (Instrumental)

### Lado-B
1. "Mr. Scarface" (Club mix)
2. "Mr. Scarface" (Club mix Instrumental)